# 1913 v dopravě
Tento článek obsahuje seznam událostí souvisejících s dopravou, které proběhly roku 1913.

## Říjen
- 18. října

 Byl zprovozněn úsek Kravaře ve Slezsku – Hlučín, který navázal na dříve postavenou trať Opava – Ratiboř.